# Waleri Wassiljewitsch Gerassimow

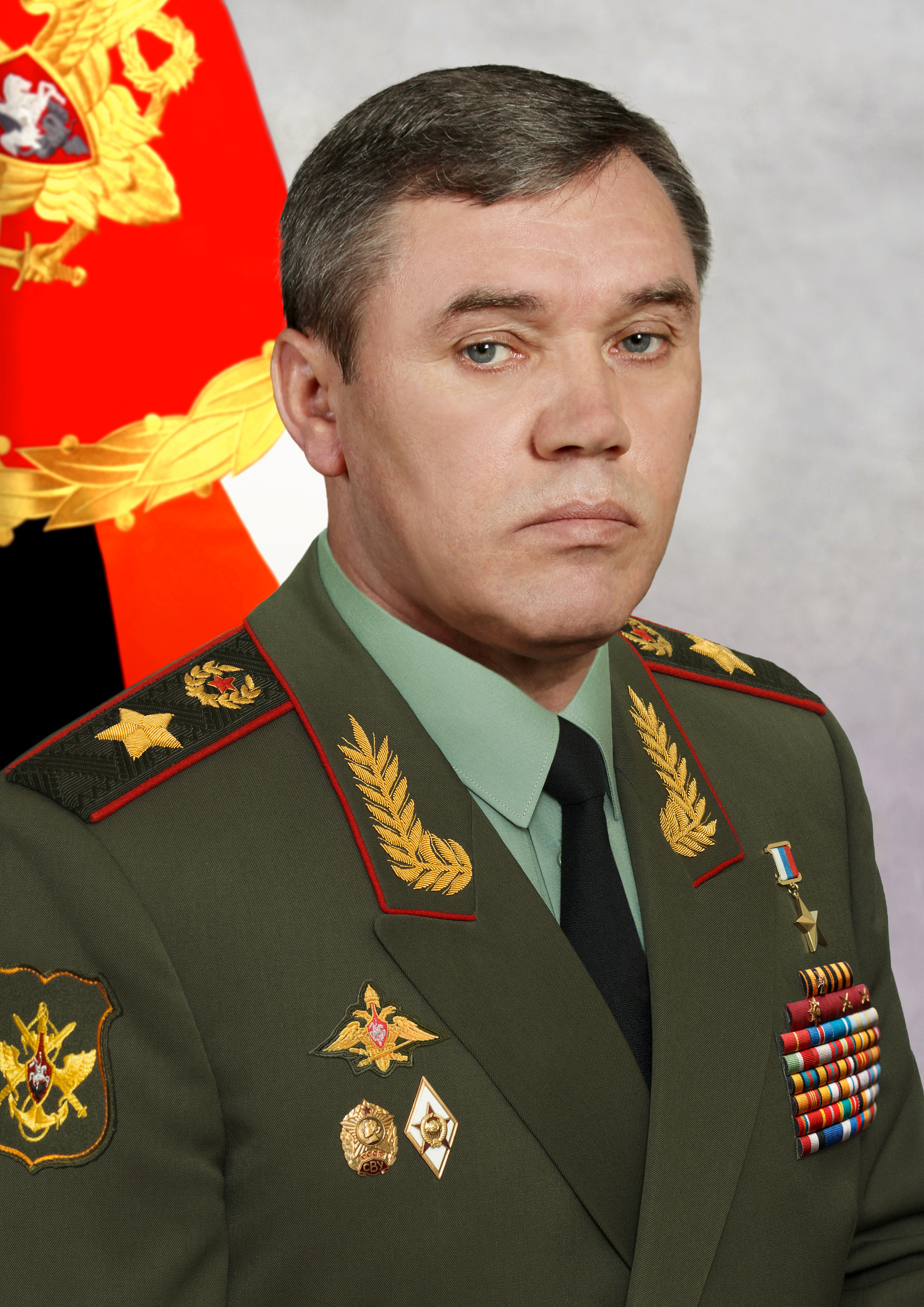
Waleri Gerassimow (2017)

Waleri Wassiljewitsch Gerassimow (russisch Валерий Васильевич Герасимов; * 8. September 1955 in Kasan) ist Armeegeneral und Chef des Generalstabs der Streitkräfte Russlands sowie seit Januar 2023 Oberbefehlshaber über die russischen Truppen im russischen Krieg gegen die Ukraine.
Im Juni 2024 erließ der Internationale Strafgerichtshof einen Haftbefehl gegen Gerassimow wegen möglicher Kriegsverbrechen und Verbrechen gegen die Menschlichkeit.

## Biografie
Gerassimow stammt aus einer Arbeiterfamilie. Er ist verheiratet und hat eine Tochter und einen Sohn. Dieser ist Offizier bei den russischen Streitkräften.

### Ausbildung und erste Verwendungen

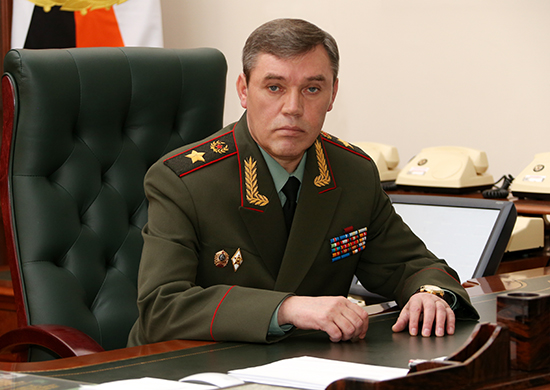
Waleri Gerassimow (2013) mit Absolventenabzeichen (1973, links) der Suworow-Militärschule Kasan

Er absolvierte von 1971 bis 1973 die Suworow-Militärschule in Kasan mit Auszeichnung. Anschließend studierte er von 1973 bis 1977 an der Offiziershochschule für Kommandeure der Panzertruppen in Kasan, die er mit Goldmedaille (Sonderdiplom) abschloss.
Ab 1977 diente er in der Sowjetarmee als Zugführer, Kompaniechef, Chef des Stabes eines Panzerbataillons im Panzerregiment 80 der 90. Garde-Panzerdivision der Nordgruppe der Truppen in Polen, Garnison Legnica. Von 1982 bis 1984 war Gerassimow im Fernöstlichen Militärbezirk als Chef des Stabes eines Panzerbataillons eingesetzt.
Gerassimow absolvierte von 1984 bis 1987 die Malinowski-Militärakademie der Panzertruppen mit Auszeichnung. Anschließend folgten seine Verwendungen als Stellvertreter des Kommandeurs und Stabschef eines Panzerregiments, Kommandeur eines Panzerregiments sowie von 1987 bis 1993 als Stellvertreter des Kommandeurs und Stabschef einer Garde-Mot.-Schützendivision im Baltischen Militärbezirk.

### Generalsdienststellungen
Gerassimow war von 1993 bis 1995 Kommandeur einer Mot.-Schützendivision in der Nordwestgruppe der Truppen im Baltikum und kommandierte im August 1994 die Rückverlegung der Division in den Moskauer Militärbezirk, Standort Jelnja.
Von 1995 bis 1997 studierte Gerassimow an der Militärakademie des Generalstabes. Danach war er 1997/1998 als 1. Stellvertreter des Befehlshabers der 1. Gardepanzerarmee im Moskauer Militärbezirk eingesetzt.
Ab 1998 folgte sein Einsatz als Stellvertreter des Befehlshabers, ab Februar 1998 als Chef des Stabes und ab Februar 2001 als Befehlshaber der 58. Allgemeinen Armee im Nordkaukasus. Die Armee nahm in dieser Zeit am Zweiten Tschetschenienkrieg teil. Am 27. März 2000 ließ Gerassimow Oberst Juri Dmitrijewitsch Budanow verhaften, nachdem ihm dessen Verwicklung in das Verschwinden von Elsa Wissajewna Kungajewa bekannt geworden ist. Ab März 2003 bis 2005 folgte die Verwendung als Chef des Stabes des Fernöstlichen Militärbezirks. Von 2005 bis 2006 diente er als Chef der Hauptverwaltung Gefechtsausbildung und Truppendienst der Streitkräfte. Ab Dezember 2006 wurde Gerassimow die Dienststellung des Chefs des Stabes des Nordkaukasischen Militärbezirkes übertragen. Ab Dezember 2007 bis Februar 2009 war Gerassimow Befehlshaber der Truppen des Leningrader Militärbezirks und darauffolgend bis Dezember 2010 Befehlshaber der Truppen des Moskauer Militärbezirks. Von 2009 bis 2012 kommandierte er die Ehrenparade zum Tag des Sieges auf dem Roten Platz in Moskau.

### Im Generalstab

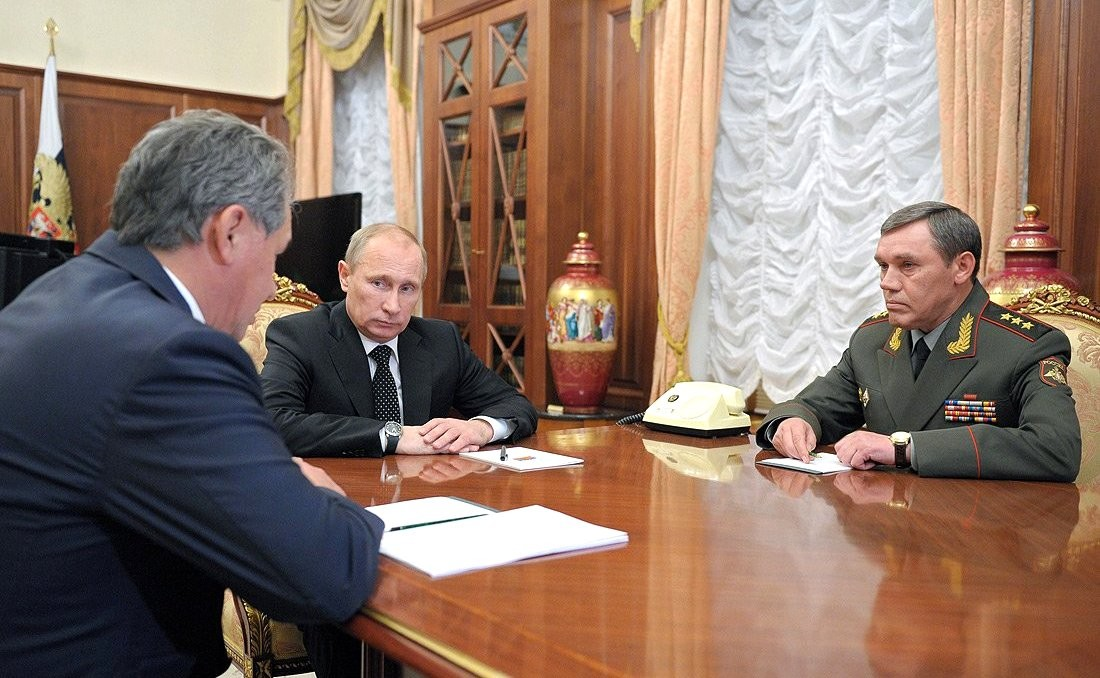
Sergei Schoigu, Wladimir Putin und Waleri Gerassimow am Tag seiner Ernennung zum Chef des Generalstabes

Im Dezember 2010 wurde Gerassimow zum Stellvertreter des Chefs des Generalstabes der Streitkräfte Russlands ernannt. Ab April 2012 befehligte er die Truppen des Zentralen Militärbezirkes.
Nach dem Wechsel des Amtes des Verteidigungsministers von Anatoli Serdjukow auf Sergei Schoigu wurde Generaloberst Gerassimow am 9. November 2012 als Nachfolger von Nikolai Makarow zum Chef des Generalstabes der Streitkräfte und Ersten Stellvertreter des Verteidigungsministers der Russischen Föderation per Präsidentenerlass ernannt.
 Er ist nichtständiges Mitglied im Sicherheitsrat der Russischen Föderation.

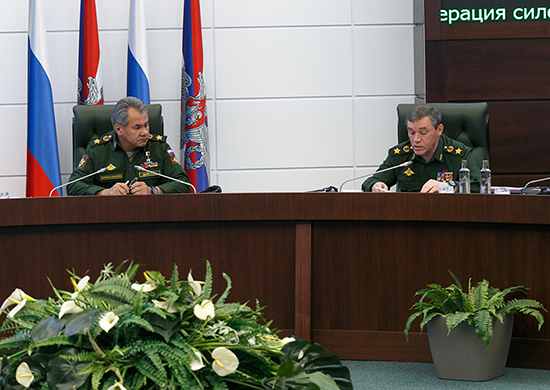
Im Nationalen Führungszentrum der Verteidigung (2015), v. l. Sergei Schoigu, Waleri Gerassimow.

Für die Gesamtheit der Verdienste im Zusammenhang mit seiner Planung und Umsetzung des Russischen Militäreinsatz in Syrien bekam er im Mai 2016 den Orden Held der Russischen Föderation.
Im Dezember 2020 wurde er zum Präsidenten der Akademie der Militärwissenschaften der Russischen Föderation gewählt.

### Russischer Überfall auf die Ukraine 2022
Im Januar 2023 übertrug Verteidigungsminister Schoigu Gerassimow zusätzlich das Oberkommando über die russischen Streitkräfte im Krieg gegen die Ukraine, das zuvor Sergei Surowikin innehatte.
Auf Initiative Washingtons haben fast drei Monate nach Beginn des russischen Überfalls auf die Ukraine die Generalstabschefs der USA, Mark Milley, und Russlands, Walerij Gerassimow, am 19. Mai 2022 ein Telefongespräch zur Lage in der Ukraine geführt.

#### Haftbefehl des IStGH
Am 25. Juni 2024 erließ der Internationale Strafgerichtshof Haftbefehl. Zeitgleich wurde ein solcher auch für den ehemaligen Verteidigungsminister Sergei Schoigu ausgestellt.

## Ausländische Sanktionen

### Krim-Annexion und Russisch-Ukrainischer Krieg
Nach der russischen Annexion der Krim und dem russischen Krieg in der Ostukraine wurde Gerassimow im April 2014 auf die Sanktionsliste der Europäischen Union und im Mai 2014 auf die kanadische Liste gesetzt.
Nach dem Abschuss des Zivilfluges Malaysia-Airlines-Flug 17 (MH-17) in der Ostukraine wiesen die Betreiber der Website Bellingcat der Militärführung Russlands eine Verantwortung für den mutmaßlichen Transport eines Flugabwehrwaffensystems des Typs Buk in den Donbass zu, mit dem das Flugzeug abgeschossen wurde.

### Russischer Überfall auf die Ukraine 2022
Im Zuge des russischen Überfalls auf die Ukraine 2022 wurde Gerassimow von den Vereinigten Staaten neben anderen prominenten Vertretern des engeren Kreises um Wladimir Putin mit Sanktionen belegt. Gerassimow gilt als Verfechter der hybriden Kriegsführung und spielte eine entscheidende Rolle bei der Eskalation des Konfliktes, da er für den Aufmarsch von Föderationstruppen an der Grenze zur Ukraine verantwortlich war.
Von den russischen Streitkräften wurden dabei zahlreiche, teils systematisch organisierte Kriegsverbrechen an der ukrainischen Zivilbevölkerung und an ukrainischen Militärangehörigen begangen.

## Gerassimow-Doktrin
Ende Januar 2013 hielt Gerassimow vor der Jahresvollversammlung der Akademie der Militärwissenschaften Russlands seine erste programmatische öffentliche Rede zum Thema: „Grundlegende Tendenzen der Entwicklung der Formen und Methoden des Einsatzes der Streitkräfte – Die aktuellen Aufgaben zur Vervollkommnung der Militärwissenschaft.“
Diese Rede wurde „im Westen“ erst rezipiert, nachdem unabhängige Fachleute und NATO-Auswerter deutlich machten, dass Russland den Krieg in der Ukraine gemäß der dort genannten Maßnahmen und Taktiken führt. Die dargelegte Sichtweise wird als „Gerassimow-Doktrin“ (englisch Gerasimov doctrine) bezeichnet.
Der Schöpfer des Begriffs, der Historiker und Politikwissenschaftler Mark Galeotti relativierte den Begriff später und merkte an, dass eine „Gerassimow-Doktrin“ nicht existiere. Gerassimow selbst beschreibe in seiner Rede vielmehr die westliche Handlungsweise in der Ukraine und Syrien aus russischer Sicht. Ebenso sei Gerassimow kein Militärtheoretiker und der Begriff stelle die tatsächlichen Entscheidungsprozesse der militärischen und politischen Elite Russlands falsch dar.

Dazu stellt die Zeitschrift für Innere Führung fest: 

„Anders als im Westen oft dargestellt bezog er [Gerassimow] diese Worte nicht auf die Ausrichtung der künftigen russischen Kriegsführung. Vielmehr verwies er auf den potenziellen Gegner, ‚den Westen‘, der solche Methoden im Rahmen der sogenannten ‚farbigen Revolutionen‘ schon lange anwende. Russland müsse sich dagegen wappnen und Antworten finden.“

Trotzdem wird im Westen weiter eine intensive Diskussion geführt, welche strategische Bedeutung die Publikationen von Gerassimow besitzen und ob eben doch eine Gerassimow-Doktrin existiert. Es wäre naiv zu erwarten, dass eine hybride russische Strategie in einer frei zugänglichen Publikation entfaltet wird, und Gerassimow hier die hybriden Strategien westlicher Demokratien referiert um implizit anzuregen sie für den russischen Gebrauch weiterzuentwickeln.

## Kritik an Gerassimow
Jewgeni Prigoschin, Chef der Gruppe Wagner, beschuldigte Sergei Schoigu und Gerassimow der Inkompetenz. Am 5. Mai 2023 machte Prigoschin sie für „Zehntausende“ von Wagner-Opfern verantwortlich und sagte: „Schoigu, Gerassimow, wo … ist die Munition? Sie kamen als Freiwillige hierher und sterben, damit ihr wie fette Katzen in euren Luxusbüros sitzen könnt“.

## Schriften und Veröffentlichungen (Auswahl)
- Der Wert der Wissenschaft liegt in der Vorausschau. (russ.) In: Wochenzeitung Militärindustrie-Kurier, Nr. 8 (476), Moskau Februar 2013. Orig.: Герасимов В. В.: Ценность науки в предвидении (рус.) // Военно-промышленный курьер, еженедельная газета. — 2013. — 27 февраль (т. 476, № 8).
- Der ISIS wurde mit den Taliban begonnen. (russ.) In: Wochenzeitung Militärindustrie-Kurier, Nr. 39 (605), Moskau Oktober 2015. Orig.: Герасимов В. В.: ИГИЛ начался с «Талибана» (рус.) // Военно-промышленный курьер, еженедельная газета. — 2015. — 14 октябрь (т. 605, № 39).
- Die Erfahrungen der strategischen Führung im Großen Vaterländischen Krieg und die Organisation der einheitlichen Führung zur Landesverteidigung unter modernen Bedingungen. (russ.) In: Zeitschrift Bote der Akademie der Militärwissenschaften, Nr. 2 (51), Moskau 2015, S. 5. Orig.: Герасимов В. В.: Опыт стратегического руководства в Великой Отечественной войне и организация единого управления обороной страны в современных условиях. (рус.) // Вестник Академии военных наук, журнал. — 2015. — Т. 51, № 2. — С. 5.
- Der Wert der Wissenschaft liegt in der Vorausschau. (engl.) In: Zeitschrift Military Review, Fort Leavenworth, Kansas, USA, Januar/Februar 2016, S. 23–29. Orig.: Gerasimov V.: The Value of Science Is in the Foresight (англ.) // Military Review, журнал. — 2016. — January-February. — С. 23-29.
- Die Erfahrungen des ersten Angriffs. Die Verbreitung der westlichen Demokratie sprengte den Nahen Osten. (russ.) In: Wochenzeitung Militärindustrie-Kurier, Nr. 17 (632), Moskau Mai 2016. Orig.: Герасимов В. В.: Опыт первой атаки. Насаждение ценностей западной демократии взорвало Ближний Восток. (рус.) // Военно-промышленный курьер, еженедельная газета. — 2016. — 11 май (т. 632, № 17).
- Die Organisation der Verteidigung der Russischen Föderation unter den Bedingungen der Anwendung ‚traditioneller‘ und ‚hybrider‘ Methoden der Kriegsführung durch den Gegner. (russ.) In: Zeitschrift Bote der Akademie der Militärwissenschaften, Nr. 2 (55), Moskau 2016, S. 19. Orig.: Герасимов В. В.: Организация обороны Российской Федерации в условиях применения противником «традиционных» и «гибридных» методов ведения войны. (рус.) // Вестник Академии военных наук, журнал. — 2016. — Т. 55, № 2. — С. 19.
- Die Welt am Rand des Krieges. Weniger aktuelle Aufrufe, notwendig ist das Prognostizieren der Zukunft. (russ.) In: Wochenzeitung Militärindustrie-Kurier, Nr. 10 (674), Moskau März 2017. Orig.: Герасимов В. В.: Мир на гранях войны. Мало учитывать сегодняшние вызовы, надо прогнозировать будущие. (рус.) // Военно-промышленный курьер, еженедельная газета. — 2017. — 15 март (т. 674, № 10).
- Die Entwicklungsrichtungen der Militärstrategie. Rede am 2. März 2019 zur Jahresversammlung der Akademie der Militärwissenschaften. (russ.) In: Militärzeitung Krasnaja Swesda, Moskau 4. März 2019. Orig.: Герасимов В. В.: Векторы развития военной стратегии. (рус.) // Военная газета Красная Звезда, — 2019. — 4 марта.
- Die NATO hat nicht das letzte Wort. (russ.) In: Wochenzeitung Militärindustrie-Kurier, Nr. 16 (779), Moskau April 2019. Orig.: Герасимов В. В.: НАТО не приговор. (рус.) // Военно-промышленный курьер, еженедельная газета. — 2019. — 30 апрелья (т. 779, № 16).
- Briefing für ausländische Militärattachés am 21. Dezember 2023. Stenogramm (ru). Übersetzung aus dem Russischen. In: DGKSP-Diskussionspapiere, Dresden 2023, Auszug XLII. (Vorabdruck)

## Dienstgrade, Orden und Medaillen
Dienstgrade
- Leutnant (1977), Oberleutnant (1979), Hauptmann (1981);
- Major (1984), Oberstleutnant (1987), Oberst (1992);
- Garde-Generalmajor (1994), Generalleutnant (2002), Generaloberst (2005);
- Armeegeneral (2013).[25]

Orden und Medaillen
- Held der Russischen Föderation (2016)
- Verdienter Militärspezialist der Russischen Föderation (2009)
- Heiliger Georg, Stufe III (2017) und Stufe IV
- Für Verdienste um das Vaterland, Stufe III mit Schwertern (2014) und Stufe IV mit Schwertern
- Ruhmesorden
- Orden „Für den Dienst am Vaterland in den Streitkräften der UdSSR“, Stufe III